# Peter H. Backhaus
Peter H. Backhaus (* 3. Juni 1922 in Hamburg; † 6. Juli 2007) war ein deutscher Filmemacher, der in den 1950er Jahren durch zahlreiche Reisedokumentationen größere Bekanntheit erlangte.

## Leben
Peter H. Backhaus wurde 1922 in Hamburg geboren, wo er auch seine Kindheit verbrachte. Nach dem Abitur absolvierte er ab 1949 ein Fremdsprachenstudium in English, Französisch und Spanisch. Im Anschluss arbeitete er für einen großen Hamburger Südfruchtimporteur. Er baute als Fremdsprachenkorrespondent Geschäftsbeziehungen wieder auf, die im Zweiten Weltkrieg verloren gingen. Anfang 1953 unternahm er auf einem Motorrad Horex Regina eine Reise nach Indien und hielt seine Reise im Film fest. Seine Reisedokumentation "Zauber des Orients" wurde begeistert aufgenommen. Ab 1957 unternahm er in Abschnitten eine mehrjährige Reise um die Welt. 1965 wanderte er und seine Frau Marlotte Backhaus geb. Aue nach Kanada aus, wo Peter Backhaus Eltern bereits seit einigen Jahren wohnten. Dort war Backhaus Produzent verschiedener Tier- und Naturdokumentationen. Anfang 1976 kehrte das Paar in die Nähe von Hamburg zurück.

## Traumreise zu Dritt
In den späten 1950er Jahren unternahm Peter H. Backhaus mit seiner Freundin und späteren Frau Marlotte mit dem seinerzeit in Deutschland sehr populären Kleinstwagen Goggomobil eine Weltreise. Über diese Reise wurde ein Dokumentarfilm gedreht.
Die gemeinsame Reise begann in Hamburg am 15. Oktober 1957 und dauerte schließlich bis zum Juli 1962. Das Paar wurde unter Anteilnahme der Presse mit großer Begeisterung in Hamburg empfangen. Der in fast fünf Jahren entstandene Film, der mit einer Bolex H 16 gedreht wurde, kam unter dem Titel "Traumreise zu Dritt – Im Goggomobil um die Welt" im März 1964 in die westdeutschen Kinos und war damals ein sehr großer Kassenerfolg.
Die Reise erfolgte in mehreren Abschnitten über einen Zeitraum von fünf Jahren. Der erste Teil von Deutschland über Griechenland und die Türkei durch den Orient bis nach Thailand, Kambodscha und Vietnam wurde mit einem rot-weißen Goggomobil-Coupé TS 300 bewältigt. Ein nicht zu reparierender technischer Defekt und die Weigerung Japans, die Ersatzteile durch den Zoll zu lassen, machten einen Fahrzeugwechsel notwendig. Aus Vermarktungsgründen entschied sich die Glas-GmbH als Hauptsponsor des Unternehmens, für die weitere Reise das gerade neu auf den Markt geworfene "große Goggomobil", den GLAS Isar T700 zur Verfügung zu stellen. Das Unternehmen bestand allerdings darauf, dass später auch nur dieses Fahrzeug im Film auftauchen dürfe. Das führte dazu, dass der gesamte erste Teil der Reise von Hamburg nach Japan später noch einmal mit dem neuen Wagen "nachgedreht" werden musste.
Unmittelbare Folge davon ist: Die Reise verläuft im Film dadurch in umgekehrter Richtung als in Wirklichkeit. Der Film führt von Hamburg aus über Gibraltar durch die Sahara bis nach Nigeria, mit dem Schiff nach Rio de Janeiro in Brasilien, von dort über Mittelamerika in die USA. Von San Francisco Verschiffung nach Japan, nach Aufenthalt dort Verschiffung nach Thailand, auf dem Landweg durch Burma und Indien nach Persien. Dann wieder auf den afrikanischen Kontinent, durch den Sudan nach Ägypten. Von hier aus folgte die Verschiffung zurück nach Hamburg.
Tatsächlich verlief die Reise jedoch von Hamburg über Österreich und Italien nach Jugoslawien, Griechenland, Türkei, Syrien, Libanon, Jordanien, Irak, Iran, Pakistan, Indien, Tibet, Nepal und wieder Indien. Von Bombay aus mit dem Schiff nach Singapur, wieder auf dem Landweg durch Malaysia, Thailand, Kambodscha und Vietnam. Von Saigon aus ging es mit dem Schiff nach Japan und von dort in die USA. Dort folgte zunächst ein "kleiner Abstecher" von San Francisco über den Yellowstone-Nationalpark bis nach Toronto/Kanada und zurück nach Las Vegas und Los Angeles, bevor die Reise die Panamericana hinab führte: Über Mexiko, Guatemala, Honduras, Nicaragua, Costa Rica und Panama nach Kolumbien, Ecuador, Peru, Bolivien, Paraguay, Argentinien und Brasilien. In Rio de Janeiro erfolgte die nächste Einschiffung nach Kapstadt. Von Südafrika aus führte die weitere Route dann durch das damalige Süd- und Nordrhodesien (Simbabwe und Sambia), Tanganjika, Kenia, Uganda, den Sudan, Tschad und Nigeria. Von Lagos aus ging es dann per Flugzeug zurück nach Deutschland.
Kurz nach seiner Kinoaufführung ist der Film Traumreise zu Dritt – Im Goggomobil um die Welt im Rahmen der allgemeinen Umstellung von Nitro- auf Sicherheitsfilm verloren gegangen. Erst nach knapp 40 Jahren wurden die originalen Filmrollen von Jörg Heyen und Matthias Kirketerp in zwei Bananenkartons auf dem Speicher von Marlotte und Peter Backhaus wiederentdeckt und daraus in mühevoller Kleinarbeit der Kinofilm annähernd vollständig rekonstruiert. Sogar der originale Filmton war auf Magnettonbändern noch vorhanden. Der WDR stellt in der Dokumentation "Im Goggomobil um die Welt" (Regie: Werner Klemm) das Ehepaar Backhaus vor und lässt sie einige Szenen des restaurierten Films aus heutiger Sicht kommentieren. Diese rekonstruierte Fassung ist 2007 als DVD zusammen mit dem Buch wiederveröffentlicht worden.